# Richtlinie 2003/4/EG (Umweltinformationsrichtlinie)
Die Richtlinie 2003/4/EG (Umweltinformationsrichtlinie) von 2003 (englisch directive on public access to environmental information) verpflichtet die Mitgliedstaaten und EU-Organe, ihren Bürgern Zugang zu behördlicher Umweltinformation zu verschaffen. Natürliche und juristische Personen können, ohne einen Grund angeben zu müssen, Auskunft beantragen, zudem müssen Umweltinformationen auch aktiv verbreitet werden. 
Vorbild war der US-amerikanische Emergency Planning and Community Right-to-Know Act vom 17. Oktober 1986.
Die Umweltinformationsrichtlinie (UIRL) legt Fristen fest, innerhalb derer Auskunft erteilt werden muss – in der Regel ein Monat nach Eingang eines Antrags. Der Antragsteller kann grundsätzlich selbst bestimmen, in welcher Form er Auskunft wünscht. Behörden müssen bestimmte Vorkehrungen treffen um auskunftsfähig zu sein. Dazu gehört es, einen Auskunftsbeamten zu benennen, Verzeichnisse mit vorhandenen Informationen zu führen und Möglichkeiten zur Einsichtnahme vorzusehen. Der Antragsteller kann einen Auskunftsanspruch vor Gericht oder mit anderen Rechtsmitteln durchsetzen.
In einigen Fällen können Anträge abgelehnt werden. Eine Ablehnung kann zum einen im Antrag selbst begründet sein, wenn dieser „offensichtlich missbräuchlich“ oder „zu allgemein“ ist, „interne Mitteilungen“ oder „noch nicht abgeschlossenes Material“ betrifft. Zum anderen kann der Grund, nicht oder nur eingeschränkt Auskunft zu geben, darin bestehen, dass eine vollständige Auskunft nachteilige Folgen für bestimmte Bereiche, wie internationale Beziehungen, laufende Gerichtsverfahren, geistiges Eigentum, Datenschutz oder Geschäftsgeheimnisse, haben würde.
Bestimmte Informationen müssen aktiv verbreitet werden. Dazu gehören völkerrechtliche Verträge und andere Übereinkünfte, Umweltpläne und -programme, entsprechende Fortschrittsberichte, Umweltzustandsberichte, Überwachungsdaten, Genehmigungen, Verträglichkeitsprüfungen und Risikobewertungen.
Im Jahr 1998 einigten sich zahlreiche europäische Staaten unter dem Dach der Wirtschaftskommission der Vereinten Nationen für Europa auf die Aarhus-Konvention, die als eine wesentliche Säule den freien Zugang zu behördlichen Umweltinformationen enthält. Ihr liegt die Annahme zugrunde, dass sich der Umweltschutz durch Umweltbewusstsein und Beteiligung der Öffentlichkeit verbessern lässt. Auch die Europäische Union zählte zu den Unterzeichnern der Konvention.
Im Jahr 2000 legte die Europäische Kommission einen ersten Richtlinienentwurf zur Umsetzung der Aarhus-Konvention vor. Die Richtlinie wurde nach einigen Änderungen schließlich im Mitentscheidungsverfahren (COD) im Januar 2003 beschlossen. Sie erweiterte die von ihr abgelöste, 1990 eingeführte Umweltinformationsrichtlinie 90/313/EWG („Richtlinie über den freien Zugang zu Informationen über die Umwelt“). Die UIRL verpflichtet alle Mitgliedstaaten der EU, sie ihrerseits in nationales Recht umzusetzen. Die EU-Richtlinie geht in einigen Punkten über die Aarhus-Konvention hinaus. So ist ihr Begriff der Umweltinformation weiter gefasst. Zudem sind auch Unternehmen, die im Auftrag öffentliche Dienstleistungen erbringen, verpflichtet, Umweltinformation zugänglich zu machen.
Mit dem Beschluss 2005/370/EG vom 17. Februar 2005 ist die Europäische Union seit Mai 2005 Mitglied der Aarhus-Konvention. Zugleich erklärte die EU, dass ihre Organe einen entsprechenden Zugang zu Umweltinformationen ermöglichen werden. In Deutschland wurde die UIRL 2005 durch eine Neugestaltung des Umweltinformationsgesetzes sowie in Informationsgesetzen auf Landeseben umgesetzt, in Österreich 2005 durch eine Novelle des österreichischen Umweltinformationsgesetzes und ebenfalls durch Landesgesetze.